# Eois zenobia
Eois zenobia là một loài bướm đêm trong họ Geometridae.